# 1986 en mathématiques
| Années des mathématiques : 1983 - 1984 - 1985 - 1986 - 1987 - 1988 - 1989    |
| Décennies des mathématiques : 1950 - 1960 - 1970 - 1980 - 1990 - 2000 - 2010 |

Cet article présente les faits marquants de l'année 1986 en mathématiques.

## Naissances
- 27 janvier : Daniel Kane, mathématicien américain.

## Décès
- 1er février : Ida Rhodes (née en 1900), mathématicienne américaine.
- 7 avril : Leonid Kantorovitch, mathématicien et économiste russe, prix Nobel d'économie en 1975.
- 9 juin : Ernst Peschl (né en 1906), mathématicien allemand.
- 4 juillet : 
  - Oscar Zariski (né en 1899), mathématicien américain d'origine russe.
  - Dattatreya Ramachandra Kaprekar (né en 1905), mathématicien indien.
- 5 juillet : Gishirō Maruyama (né en 1916), mathématicien japonais.
- 7 septembre : Nelson Dunford (né en 1906), mathématicien américain.
- 5 octobre : James H. Wilkinson (né en 1919), mathématicien anglais.
- 28 octobre : Irving Reiner (né en 1924), mathématicien américain.
- 4 novembre : Kurt Hirsch (né en 1906), mathématicien allemand.
- 17 novembre : Harold Grad (né en 1923), mathématicien américain.
- 20 novembre :
  - Arne Beurling (né en 1905), mathématicien suédois.
  - Alexander Ostrowski (né en 1893), mathématicien ukrainien.